# Chrysolina sahlbergi
Chrysolina sahlbergi là một loài bọ cánh cứng trong họ Chrysomelidae. Loài này được Ménétriés miêu tả khoa học năm 1832.